# Edward Kasner
Edward Kasner (2 de abril de 1878–7 de enero de 1956) fue un importante matemático norteamericano. Alumno de Cassius Jackson Keyser, llegó a ser profesor emérito Adrain del Departamento de Matemáticas de la Universidad de Columbia, y fue el primer judío en lograr ese honor en la sección de ciencias de dicha institución. Títulos: City College of New York, 1897; Columbia University M.A., 1897; Columbia University Ph.D. 1900.
El título de su tesis de doctorado fue La teoría invariante del grupo de inversión.
Su principal campo de investigación fue la geometría diferencial en el espacio euclídeo. Analizó sus aplicaciones no sólo en la mecánica, sino también en las proyecciones estereográficas y en la cartografía. Escribió artículos sobre el empaquetamiento de círculos y sobre el ángulo de contacto (horned angle, en inglés), y estudió una extensión de los triángulos rectángulos hacia el plano complejo. Sus exposiciones sobre matemáticas elementales lo hicieron popular entre los no matemáticos.

## El número gúgol (googol)
Sin duda alguna, es conocido por los profanos en las matemáticas por ser el creador del concepto relacionado con el número gúgol (googol, en el original en inglés), con el objeto de explicar lo ingente del infinito a través de un número tan grande que es inimaginable pero que, sin embargo, no se acerca siquiera al infinito. En un paseo por New Jersey Palisades en 1938 en compañía de su sobrino,  Edwin Sirotta, Kasner le preguntó qué nombre le pondrían a un número muy grande (un uno seguido por cien ceros), y el pequeño Edwin respondió: "Googol."
En 1940, junto con James R. Newman, Kasner escribió un libro no técnico de matemáticas, Matemáticas e imaginación) (ISBN 0-486-41703-4), donde mencionó por vez primera el término googol:

Palabras de sabiduría pronuncian los niños, por lo menos tan a menudo como los hombres de ciencia. El nombre googol fue inventado por un niño (sobrino del Dr. Kasner, de nueve años de edad), a quien se le pidió que propusiera un nombre para un número muy grande, a saber: un 1 seguido de cien ceros. Estaba muy seguro de que este número no era infinito y, por lo tanto, igualmente en lo cierto de que tenía que tener un nombre. Al mismo tiempo que indicó la palabra "googol", sugirió el nombre para otro número aun mayor: Googolplex. Un googolplex es mucho mayor que un googol, pero continúa siendo finito, como se apresuró a señalar el inventor de su nombre. Primero se sugirió que un googolplex sería un 1 seguido por tantos ceros que uno se cansase de escribirlos. Esto es una descripción de lo que sucedería si uno tratara  realmente de escribir un googolplex, pero las distintas personas se cansan en tiempos diferentes y por ello no consideraríamos a Carnera mejor matemático que al Dr. Einstein sencillamente porque tiene más resistencia. El googolplex es, pues, un número finito determinado, formado por tantos ceros después de la unidad, que el número de ceros sea igual a un googol. Un googolplex es muchísimo mayor que un googol, muchísimo mayor aún que un googol de veces un googol. Un googol de veces un googol sería un uno seguido de doscientos ceros, mientras que un googolplex es un 1 con un googol de ceros. Usted podrá formarse alguna idea de la magnitud de este número grandísimo, pero finito, por el hecho de que no habría lugar suficiente para escribirlo si usted se dirigiese a la estrella más lejana, recorriendo todas las nebulosas y poniendo ceros en cada pulgada del camino.

## El númerogoogoly Google
El legado terminológico de Edward Kasner para las matemáticas incluye un tipo de tecnología imprevisto en su época. El nombre asignado a Google, el motor de búsqueda de Internet, tuvo su origen en un error de ortografía al escribir googol, que se refiere a 10100 (representado por un 1 seguido por 100 ceros).
Googleplex es el nombre de las oficinas centrales de Google, localizadas en 1600 Amphitheatre Parkway, Mountain View, Santa Clara County, California, cerca de San José, California.
Googleplex es una variante de gúgolplex, el nombre que le dio el sobrino de Edward Kasner a otro número, a saber:
{\displaystyle {\mbox{googolplex}}={10}^{\mbox{googol}}={10}^{({10}^{100})}}
(un uno seguido por un gúgol de ceros).

## Otras contribuciones
El término matescopio fue creado por el periodista científico Wilson Davis después de haber escuchado una de las conferencias del profesor Kasner. Según Kasner, "no se trata de un instrumento físico; es un instrumento puramente intelectual, la comprensión siempre creciente que ofrecen las matemáticas sobre el país de las maravillas que existe entre la intuición y más allá de la imaginación" (Kasner, 1967, pp. 25-26). Es la herramienta mental que genera conceptos matemáticos abstractos claros (una línea recta continua, por ejemplo) a partir de la diversidad física irregular de los objetos concretos (por ejemplo, una regla, un segmento trazado con una tiza).